# ناحیه حامه
ناحیه حامه (به عربی: دائرة الحامة) یک ناحیه در الجزایر است که در استان خنشله واقع شده‌است. ناحیه حامه ۳۳٬۵۹۰ نفر جمعیت دارد.